# Будище (Гончарівська селищна громада)
Буди́ще (стара назва – Квасня) — село в Україні, у Гончарівській селищній громаді Чернігівського району Чернігівської області. Населення становить 50 осіб. До 2020 року орган місцевого самоврядування — Боровиківська сільська рада.

## Історія
Будище від велика буда. Місце великого сезонного лісового промислу XVII століття. Пізніше промисел значно зменшився. Промисли були різні, але найбільше розповсюджений був квашня — місцева назва поташу, який виготовляли через водний розчин деревного попелу. 
Вперше село згадується в списку поселень 1924 року, коли в Будищі налічувалося 16 домогосподарств на місці покинутої монастирської буди.